# Yasuji Miyazaki

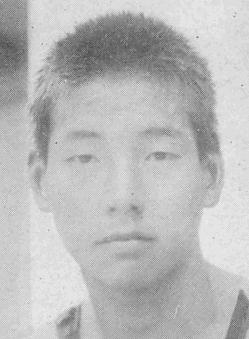
Yasuji Miyazaki

Yasuji Mioyazaki (宮崎康二), est un ancien nageur japonais, né le 15 octobre 1916 à Kosai et mort le 30 décembre 1989 à l'âge de 73 ans.

## Jeux olympiques
- Jeux olympiques de 1932 à Los Angeles (États-Unis) :
  -  Médaille d'or sur 100 m nage libre.